# Saïd Bakari
Saïd Riad Bakari (ur. 22 września 1994 w La Courneuve) – komoryjski piłkarz grający na pozycji lewego obrońcy. Od 2017 jest piłkarzem klubu RKC Waalwijk.

## Kariera klubowa
Swoją karierę piłkarską Bakari rozpoczynał w juniorach takich klubów jak: FC Bourget (2005-2010), Paris Saint-Germain (2010-2011), Red Star FC (2011-2012) i US Chantilly (2012-2013). W 2013 roku został piłkarzem belgijskiego trzecioligowca, KV Turnhout. Swój debiut w nim zaliczył 8 grudnia 2013 w przegranym 0:2 wyjazdowym meczu z KV Woluwe-Zaventem. W Turnhout grał przez dwa lata.
Latem 2015 Bakari przeszedł do francuskiego szóstoligowego ES Bonchamo. Grał w nim przez rok. W sezonie 2016/2017 był piłkarzem belgijskiego czwartoligowego UR Namur.
W lipcu 2017 Bakari został zawodnikiem holenderskiego RKC Waalwijk. 25 sierpnia 2017 zaliczył w nim swój debiut w Eerste divisie w przegranym 1:2 wyjazdowym meczu z Jong AZ. W sezonie 2018/2019 awansował z RKC do Eredivisie.
| Sezon   | Klub         | Kraj     | Rozgrywki      | Mecze | Gole |
| ------- | ------------ | -------- | -------------- | ----- | ---- |
| 2013/14 | KV Turnhout  | Belgia   | Derde klasse   | 2     | 0    |
| 2014/15 | KV Turnhout  | Belgia   | Derde klasse   | 17    | 4    |
| 2015/16 | ES Bonchamp  | Francja  | DH Maine       | 21    | 8    |
| 2016/17 | UR Namur     | Belgia   | 4. liga        | 28    | 6    |
| 2017/18 | RKC Waalwijk | Holandia | Eerste divisie | 23    | 1    |
| 2018/19 | RKC Waalwijk | Holandia | Eerste divisie | 3     | 0    |
| 2019/20 | RKC Waalwijk | Holandia | Eredivisie     | 18    | 1    |
| 2020/21 | RKC Waalwijk | Holandia | Eredivisie     | 30    | 1    |

## Kariera reprezentacyjna
W reprezentacji Komorów Bakari zadebiutował 6 października 2017 w wygranym 1:0 towarzyskim meczu z Mauretanią, rozegranym w La Marsa. W 2022 został powołany do kadry na Puchar Narodów Afryki 2021. Na tym turnieju rozegrał cztery mecze: grupowe z Gabonem (0:1), z Marokiem (0:2) i z Ghaną (3:2) oraz w 1/8 finału z Kamerunem (1:2).